# Corinna
Corinna ist ein weiblicher Vorname.

## Herkunft und Bedeutung
Der Name geht auf die berühmte griechische Lyrikerin Korinna zurück (Diminutiv von griech. κόρη kórē „Mädchen“). Ovid übernahm Corinna (auch als Diminutiv von lat. cor, „Herzchen“) als Name für die Geliebte des elegischen Ichs in seinen Amores.
In der Neuzeit begann die Verbreitung des Namens mit dem Roman Corinne ou l’Italie (1807) von Madame de Staël.

## Varianten
- Coco, Corin, Corina, Corine, Corinne, Corynne, Coko, Cori, Cory
- Korina, Korine, Korinna, Korinne
- Koryna, Korynna (poln.)[1]

## Bekannte Namensträgerinnen

### Corinna / Korinna
- Corinna Bath (* 1963), deutsche Mathematikerin, Informatikerin und Hochschullehrerin
- Corinna Belz (* 1955), deutsche Filmemacherin
- Corinna Biethan (* 1983), deutsche Kunstradfahrerin
- Corinna Binzer (* 1967), deutsche Schauspielerin und Buchautorin
- Corinna Borau (* 1987), deutsche Meteorologin, Redakteurin und Fernsehmoderatorin
- Corinna Brown (* 1998), britische Schauspielerin
- Corinna Cortes (* 1961), dänische Informatikerin
- Corinna Drews (* 1962), deutsche Schauspielerin und Fotomodell
- Corinna Emundts (* 1970), deutsche Journalistin
- Korinna Fink (* 1981), ehemalige deutsche Leichtathletin
- Corinna Genest (1938–2023), deutsche Schauspielerin
- Corinna Harder (* 1970), deutsche Schriftstellerin
- Corinna Harfouch (* 1954), deutsche Schauspielerin
- Korinna Hennig (* 1974), Redakteurin und Moderatorin beim Norddeutschen Rundfunk
- Corinna Heumann (* 1962), deutsche Künstlerin
- Corinna Hilss (* 1970), deutsche Reporterin, Moderatorin und Redakteurin
- Corinna Hirschberg (* 1970), deutsche evangelische Theologin
- Korinna Huber (* 1960), deutsche Tierärztin und Tierphysiologin
- Corinna Kamper (* 1994), österreichische Automobilrennfahrerin
- Corinna Kawaters (* 1953), deutsche Schriftstellerin und verurteilte Terroristin
- Corinna Kirchhoff (* 1958), deutsche Schauspielerin
- Corinna Köhler (* 1964), deutsche Politikerin (SPD)
- Corinna Körting (* 1967), deutsche evangelische Theologin
- Corinna May (* 1970), deutsche Schlagersängerin
- Corinna Miazga (1983–2023), deutsche Politikerin
- Corinna Milborn (* 1972), österreichische Journalistin
- Corinna Mühlhausen (* 1970), deutsche Trendforscherin und Journalistin
- Corinna Müller (* 1966), deutsche Kriminalbeamtin und Autorin
- Corinna Norrick-Rühl (* 1985), deutsch-US-amerikanische Buchwissenschaftlerin
- Korinna Rahls (1932–2024), deutsche Schauspielerin, Hörspielsprecherin, Sängerin und Dirigentin
- Corinna Salander (* 1967), deutsche Ingenieurin und Verkehrswissenschaftlerin
- Corinna Scharzenberger (* 1990), österreichische Politikerin (ÖVP)
- Korinna Schönhärl (* 1977), deutsche Historikerin
- Corinna Schumacher (* 1969), Ehefrau von Michael Schumacher und Europameisterin im Reining-Westernreiten
- Korinna Schumann (* 1966), österreichische Gewerkschaftsfunktionärin und Politikerin der Sozialdemokratischen Partei Österreichs (SPÖ)
- Corinna T. Sievers (* 1965), deutsche Schriftstellerin
- Korinna Söhn (* 1950), deutsche Ballettpädagogin und Schriftstellerin
- Corinna Soria (* 1962), österreichische Schriftstellerin
- Corinna Spies (* 1950), deutsche Journalistin und Moderatorin
- Corinna Werwigk-Hertneck (1952–2023), deutsche Politikerin (FDP)

### Corina / Corine
- Corina Bomann (* 1974), deutsche Schriftstellerin
- Corina Caduff (* 1965), Schweizer Kulturwissenschaftlerin, Literaturkritikerin und Autorin
- Corina Casanova (* 1956), Schweizer Juristin, von 2008 bis 2015 Bundeskanzlerin
- Corine Defrance (* 1966), französische Historikerin
- Corina Dumbrăvean (* 1984), rumänische Mittelstreckenläuferin
- Corine Franco (* 1983), französische Fußballspielerin
- María Corina Machado (* 1967), venezolanische Politikerin
- Corine Mauch (* 1960), Schweizer Politikerin (SP)
- Corina Mestre (1954–2024), kubanische Schauspielerin für Theater und Fernsehen sowie Schauspiellehrerin
- Corina Morariu (* 1978), US-amerikanische Tennisspielerin
- Corine Pelluchon (* 1967), französische Philosophin, Autorin und Professorin
- Corina-Isabela Peptan (* 1978), rumänische Schachspielerin
- Corine Rottschäfer (1938–2020), niederländisches Fotomodell und Schönheitskönigin, Miss World 1959
- Corina Ssuschke-Voigt (* 1983), deutsche Volleyball-Nationalspielerin
- Corina Schröder (* 1986), deutsche Fußballspielerin
- Corina Schwingruber Ilić (* 1981), Schweizer Filmregisseurin und Filmeditorin
- Corina Smith (* 1991), venezolanische Sängerin, Schauspielerin und Model

### Corinne / Corynne
- Corinne Allal (1955–2024), israelische Rock-Musikerin und Musikproduzentin
- Corinne Bailey Rae (* 1979), britische Soulsängerin
- Corinne Bodmer (* 1970), Schweizer Freestyle-Skierin
- Corinne Bouchoux (* 1964), französische Historikerin und Politikerin
- Corynne Charby (* 1960), französische Schauspielerin und Sängerin
- Corinne Cléry (* 1950), französische Schauspielerin
- Corinne Diacre (* 1974), französische Fußballspielerin und -trainerin
- Corinne Ellemeet (* 1976), niederländische Politikerin der GroenLinks
- Corinne Gendron (* 1968), kanadische Soziologin
- Corinne Hermès (* 1961), französische Sängerin
- Corinne Maier (* 1963), französische Psychoanalytikerin und Essayistin
- Corinne Niogret (* 1972), französische Biathletin
- Corinne Oviedo (* 1965), US-amerikanische Sängerin, Komponistin, Arrangeurin und Produzentin lateinamerikanischer Musik
- Corinne Rey-Bellet (1972–2006), Schweizer Skirennläuferin
- Corinne Schmidhauser (* 1964), Schweizer Skirennläuferin
- Corinne Schneider (* 1962), Schweizer Leichtathletin und Politikerin (FDP)
- Corinne Suter (* 1994), Schweizer Skirennläuferin
- Corinne Sutter (* 1985), Schweizer Künstlerin (Zeichnerin)
- Corinne Winters (* 1983), US-amerikanische Opernsängerin (Sopran)